# Georgetown, Colorado
Georgetown är administrativ huvudort i Clear Creek County i Colorado. Orten har fått sitt namn efter guldgrävaren George Griffin. Enligt 2010 års folkräkning hade Georgetown 1 034 invånare.